# Paul Greengard
Paul Greengard (Nova Iorque, 11 de dezembro de 1925 13 de abril de 2019) foi um neurocientista estadunidense.
Foi agraciado, juntamente com o sueco Arvid Carlsson e o austríaco Eric Kandel, com o Nobel de Fisiologia ou Medicina de 2000, por suas contribuições ao melhor entendimento do funcionamento molecular do cérebro.
Além do Nobel, recebeu outras honrarias em sua carreira, como o Dickson Prize e a Medal in Medicine da Universidade de Pittsburgh, em 1977; o CIBA-Geigy Drew Award, em 1979; o Pfizer Biomedical Research Award, em 1986, o Robert and Adele Blank Award Lecture da Universidade de Nova Iorque, em 1988; o National Academy of Sciences Award em Neurosciences, em 1991; a Thudichum Medal, em 1996; e o Ellison Medical Foundation Senior Scholar Award, em 1999.
Morreu no sábado em Manhattan. Ele tinha 93 anos. 
Sua morte foi confirmada pela Universidade Rockefeller, onde trabalhava desde 1983.